# Višegrad
Višegrad (srbsky Вишеград) je město v jihovýchodní Bosně a Hercegovině, na řece Drině. Rozkládá se v hlubokém horském údolí, na přirozeném dopravním tahu mezi srbským městem Užice a bosenskou metropolí Sarajevo. Podle sčítání lidu z roku 2013 mělo 5 869 obyvatel.

## Historie

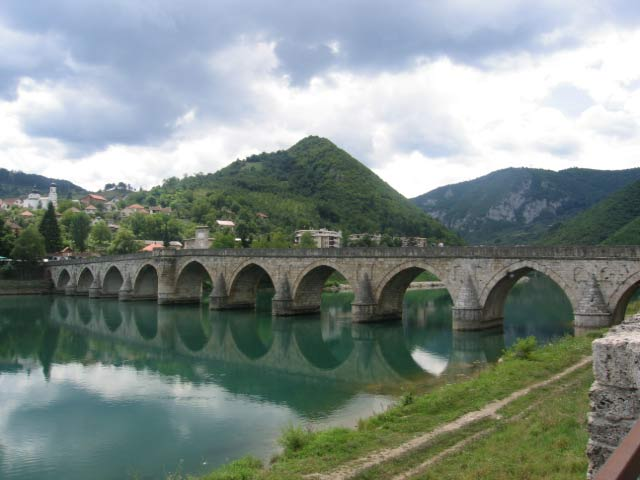
Most Mehmeda paši Sokoloviće přes řeku Drinu

Středověké bosenské město bylo v roce 1454 obsazeno vojsky Osmanské říše. Turci jej spravovali až do roku 1878, kdy po Berlínském kongresu připadlo Rakousko-Uhersku. Rakousko-Uhersko pomohlo s rozvojem města, které se z orientálního sídla stalo malým městem evropského rázu. Vznikl vodovod, byly zřízeny katastrální knihy, vybudována úzkokolejná železnice a veřejné služby.
V roce 1896 zasáhla město velká povodeň, která značným způsobem poškodila město, včetně známého mostu. Ten však jako jeden z mála ustál vysokou vodu, okolní dřevěné mosty byly strženy, 150 domů bylo srovnáno se zemí. Povodeň dodnes připomíná pamětní deska na budově bývalé četnické stanice.
Během první světové války padlo město do rukou srbské armády (dne 14. září 1914).
Višegrad měl do roku 1970 železniční spojení prostřednictvím úzkorozchodné trati. Po jejím zrušení zůstává jediné dopravní spojení města buď silniční, nebo říční.

## Ekonomika
Průmysl se ve Višegradu začal rozvíjet po zavedení železnice v roce 1906. Vznikaly podniky, které zpracovávaly především dřevo, těžené v okolních horách, dále potom závody chemického průmyslu a dařilo se i více obchodu. Tradičně se v okolí obyvatelstvo věnovalo zemědělství a chovu dobytka. Díky vzniku umělých jezer na řece Drině má značný význam i rybářství.

## Pamětihodnosti
Město je známé především díky historickému kamennému mostu přes řeku Drinu, který je zapsán na seznam památek UNESCO a o kterém tehdejší jugoslávský spisovatel Ivo Andrić napsal román Most na Drině. Na jeho počest byla na soutoku řek Rzav a Drina v letech 2011–2014 z popudu a za peníze známého filmového režiséra Emira Kusturici vybudována nová čtvrť, nazvaná Andrićgrad.

## Významní rodáci
- Saša Stanišić, německy píšící spisovatel